# Campeonato Catarinense de Futebol de 2010 - Divisão Principal
O Campeonato Catarinense de Futebol da Divisão Principal de 2010 foi a 87ª edição da principal divisão do futebol catarinense. A disputa ocorreu entre 10 clubes entre os meses de janeiro e maio. O regulamento terá algumas modificações em relação aos anos anteriores.

## Regulamento

### Primeira fase

#### Primeiro Turno
- Primeira fase: Os dez participantes jogam todos contra todos, em turno único. As 4 equipes que mais somarem pontos nessa etapa classificam-se para a segunda fase.
- Fase final: A semifinal e a final será disputada em partida única, com vantagem de empate para o clube de melhor campanha.

#### Segundo Turno
- Primeira fase: Os dez participantes jogam todos contra todos, em turno único. As 4 equipes que mais somarem pontos nessa etapa classificam-se para a segunda fase. A única diferença em relação ao Primeiro Turno é que o mando de campo será invertido.Apenas o campeão terá o direito de disputar a Copa do Brasil de 2011.
- Fase final: A semifinal e a final será disputada em partida única, com vantagem de empate para o clube de melhor campanha. Se o campeão do Primeiro Turno conquistar o titulo, a segunda vaga para a grande final ficará com o segundo colocado na classificação geral (soma entre os dois turnos)

#### Critérios de desempate
Caso haja empate de pontos entre dois clubes, os critérios de desempates serão aplicados na seguinte ordem:
1. Número de vitórias
2. Saldo de gols
3. Gols marcados
4. Confronto direto
5. Número de cartoes vermelhos
6. Número de cartoes amarelos
7. Sorteio

### Final
A final será disputada em duas partidas envolvendo os campeões do Primeiro Turno e do Segundo Turno (ou segundo colocado da primeira fase). O clube de melhor campanha terá direito a mando de campo no segundo jogo.

#### Critérios de desempate
1. Saldo de gols
2. Gols fora de casa (caso duas partidas não forem no mesmo estádio)
3. Desempenho na primeira fase

### Rebaixamento
Os dois últimos clubes na classificação geral serão rebaixados para a Divisão Especial de 2011 (equivalente a segunda divisão de Santa Catarina)

## Equipes participantes
| Equipe           | Cidade         | Em 2009        | Estádio                            | Capacidade | Títulos (mais recente) |
| ---------------- | -------------- | -------------- | ---------------------------------- | ---------- | ---------------------- |
| Atlético Ibirama | Ibirama        | 6º (Principal) | Baixada                            | 6.000      | 0 (não possui)         |
| Avaí             | Florianópolis  | 1º (Principal) | Ressacada                          | 15.000     | 14 (2009)              |
| Brusque          | Brusque        | 7º (Principal) | Augusto Bauer                      | 5.000      | 1 (1992)               |
| Chapecoense      | Chapecó        | 2º (Principal) | Arena Condá                        | 15.000     | 3 (2007)               |
| Criciúma         | Criciúma       | 4º (Principal) | Heriberto Hülse                    | 22.000     | 9 (2005)               |
| Figueirense      | Florianópolis  | 5º (Principal) | Orlando Scarpelli                  | 19.069     | 15 (2008)              |
| Imbituba         | Imbituba       | 1º (Especial)  | Emília Mendes Rodrigues            | 5.000      | 0 (não possui)         |
| Joinville        | Joinville      | 3º (Principal) | Arena Joinville                    | 22.000     | 12 (2001)              |
| Juventus         | Jaraguá do Sul | 2º (Especial)  | João Marcatto                      | 10.000     | 0 (não possui)         |
| Metropolitano    | Blumenau       | 8º (Principal) | Complexo Esportivo Bernardo Werner | 6.000      | 0 (não possui)         |

## Primeira fase

### Primeiro Turno
| 1 | Joinville           | 19 | 9 | 6 | 1 | 2 | 18 | 12 | +6  | 70,3 |
| 2 | Avaí                | 18 | 9 | 5 | 3 | 1 | 20 | 11 | +9  | 66,6 |
| 3 | Atlético de Ibirama | 17 | 9 | 5 | 2 | 2 | 15 | 10 | +5  | 62,9 |
| 4 | Metropolitano       | 15 | 9 | 5 | 0 | 4 | 10 | 8  | +2  | 55,5 |
| 5 | Imbituba            | 15 | 9 | 5 | 0 | 4 | 16 | 15 | -1  | 55,5 |
| 6 | Figueirense         | 14 | 9 | 4 | 2 | 3 | 18 | 14 | +4  | 51,8 |
| 7 | Criciúma            | 11 | 9 | 3 | 2 | 4 | 13 | 16 | -3  | 40,7 |
| 8 | Brusque             | 9  | 9 | 3 | 0 | 6 | 12 | 17 | -5  | 33,3 |
| 9 | Chapecoense         | 8  | 9 | 2 | 2 | 5 | 14 | 16 | -2  | 29,6 |
| 10 | Juventus            | 2  | 9 | 0 | 2 | 7 | 6  | 23 | -17 | 7,4  |
| PG - pontos ganhos; J - jogos; V - vitórias; E - empates; D - derrotas; GP - gols pró; GC - gols contra; SG - saldo de gols; AP - aproveitamento em porcentagem |                     |    |   |   |   |   |    |    |     |      |

|  |                                              |
|  | Classificação a fase final do Primeiro Turno |

#### Confrontos
Para ler a tabela, a linha horizontal representa os jogos da equipe como mandante. A coluna vertical indica os jogos da equipe como visitante.
Jogos da próxima rodada estão em vermelho.
Jogos "clássicos" estão em negrito.
Resultados estão em verde.
|                  | AIB | AVA | BRU | IMB | CHA | CRI | FIG | JOI | JUV | MET |
| ---------------- | --- | --- | --- | --- | --- | --- | --- | --- | --- | --- |
| Atlético Ibirama | —   | 3-1 | *   | 2-0 | 2–1 | *   | *   | 0-1 | *   | *   |
| Avaí             | *   | —   | 3–0 | 4-2 | 1-0 | *   | *   | 5-1 | *   | 1-0 |
| Brusque          | 0-2 | *   | —   | *   | *   | *   | 2–1 | 2-3 | *   | 0-1 |
| Imbituba         | *   | *   | *   | —   | *   | 2-3 | *   | 2-1 | 3-1 | 1-0 |
| Chapecoense      | *   | *   | 2-3 | 1-2 | —   | *   | *   | 1-1 | 2-1 | 2–0 |
| Criciúma         | 1–3 | 2-2 | 2-0 | *   | 2-2 | —   | 1-2 | *   | *   | *   |
| Figueirense      | 1-1 | 2–2 | *   | 3–1 | 4-3 | *   | —   | *   | *   | *   |
| Joinville        | *   | *   | *   | *   | *   | 3–0 | 2-1 | —   | 3-0 | 3-1 |
| Juventus         | 1-1 | 1–1 | 0-5 | *   | *   | 1-2 | 1-4 | *   | —   | *   |
| Metropolitano    | 4-1 | *   | *   | *   | *   | 1-0 | 1-0 | *   | 2–0 | —   |

#### Fase final
|  | Semifinais          | Semifinais |   |  | Final      | Final |  |
|  |                     |            |   |  |            |       |  |
|  |                     |            |   |  |            |       |  |
|  | Joinville*          | 2          |   |  |            |       |  |
|  | Metropolitano       | 2          |   |  |            |       |  |
|  |                     |            |   |  |            |       |  |
|  |                     |            |   |  |            |       |  |
|  |                     |            |   |  | Joinville* | 1     |  |
|  |                     | Avaí       | 1 |  |            |       |  |
|  |                     |            |   |  |            |       |  |
|  |                     |            |   |  |            |       |  |
|  |                     |            |   |  |            |       |  |
|  |                     |            |   |  |            |       |  |
|  | Avaí                | 2          |   |  |            |       |  |
|  | Atlético de Ibirama | 0          |   |  |            |       |  |

* Vencedor do confronto pela melhor campanha no 1º turno.

### Segundo Turno
| 1 | Avaí                | 19 | 9 | 6 | 1 | 2 | 19 | 8  | +11 | 70,4 |
| 2 | Figueirense         | 18 | 9 | 5 | 3 | 1 | 24 | 8  | +16 | 66,6 |
| 3 | Joinville           | 15 | 9 | 4 | 3 | 2 | 16 | 16 | 0   | 55,5 |
| 4 | Brusque             | 14 | 9 | 4 | 2 | 3 | 17 | 13 | +4  | 51,8 |
| 5 | Imbituba            | 12 | 9 | 3 | 3 | 3 | 13 | 15 | -2  | 44,4 |
| 6 | Criciúma            | 12 | 9 | 3 | 3 | 3 | 9  | 14 | -5  | 44,4 |
| 7 | Metropolitano       | 10 | 9 | 3 | 1 | 5 | 14 | 18 | -4  | 37   |
| 8 | Atlético de Ibirama | 10 | 9 | 2 | 4 | 3 | 9  | 13 | -4  | 37   |
| 9 | Chapecoense         | 7  | 9 | 1 | 4 | 4 | 9  | 15 | -6  | 25,9 |
| 10 | Juventus            | 6  | 9 | 2 | 0 | 7 | 14 | 24 | -10 | 22,2 |
| PG - pontos ganhos; J - jogos; V - vitórias; E - empates; D - derrotas; GP - gols pró; GC - gols contra; SG - saldo de gols; AP - aproveitamento em porcentagem |                     |    |   |   |   |   |    |    |     |      |

|  |                                             |
|  | Classificação a fase final do Segundo Turno |

#### Confrontos
Para ler a tabela, a linha horizontal representa os jogos da equipe como mandante. A coluna vertical indica os jogos da equipe como visitante.
Jogos da próxima rodada estão em vermelho.
Jogos "clássicos" estão em negrito.
Resultados estão em verde.
|                  | AIB | AVA | BRU | IMB | CHA | CRI | FIG | JOI | JUV | MET |
| ---------------- | --- | --- | --- | --- | --- | --- | --- | --- | --- | --- |
| Atlético Ibirama | —   | *   | 0-0 | *   | *   | 1-1 | 2–0 | *   | 2-3 | 3-2 |
| Avaí             | 5-0 | —   | *   | *   | *   | 1–0 | 1–1 | *   | 3-1 | *   |
| Brusque          | *   | 0-2 | —   | 3-0 | 2–2 | 2-0 | *   | *   | 3–1 | *   |
| Imbituba         | 1–0 | 1–0 | *   | —   | 1-2 | *   | 2-2 | *   | *   | *   |
| Chapecoense      | 0-0 | 1–3 | *   | *   | —   | 1-1 | 0-0 | *   | *   | *   |
| Criciúma         | *   | *   | *   | 3-2 | *   | —   | *   | 1–1 | 2–1 | 1–0 |
| Figueirense      | *   | *   | 5-3 | *   | *   | 5–0 | —   | 3–0 | 5-0 | 3-0 |
| Joinville        | 1–1 | 3-2 | 3–2 | 2-2 | 2-1 | *   | *   | —   | *   | *   |
| Juventus         | *   | *   | *   | 1-2 | 3–0 | *   | *   | 2-3 | —   | 2-4 |
| Metropolitano    | *   | 1-2 | 0-2 | 2–2 | 3-2 | *   | *   | 2-1 | *   | —   |

#### Fase final
|  | Semifinais   | Semifinais  |   |  | Final | Final |  |
|  |              |             |   |  |       |       |  |
|  |              |             |   |  |       |       |  |
|  | Avaí         | 4           |   |  |       |       |  |
|  | Brusque      | 3           |   |  |       |       |  |
|  |              |             |   |  |       |       |  |
|  |              |             |   |  |       |       |  |
|  |              |             |   |  | Avaí* | 1     |  |
|  |              | Figueirense | 1 |  |       |       |  |
|  |              |             |   |  |       |       |  |
|  |              |             |   |  |       |       |  |
|  |              |             |   |  |       |       |  |
|  |              |             |   |  |       |       |  |
|  | Figueirense* | 0           |   |  |       |       |  |
|  | Joinville    | 0           |   |  |       |       |  |

* Vencedor do confronto pela melhor campanha no 2º turno.

## Final
Primeiro jogo
| 25 de abril | Joinville      | 1 – 3  | Avaí                                | Arena Joinville, Joinville                               |
| 16:00       | Ricardinho 63' | Súmula | Davi 23' · Rudnei 47' · Roberto 83' | Público: 11 392 Árbitro: Paulo Henrique de Godoy Bezerra |

Segundo jogo
| 2 de maio | Avaí                   | 2 – 0  | Joinville | Ressacada, Florianópolis              |
| 16:00     | Roberto 12' · Davi 32' | Súmula |           | Público: 17 012 Árbitro: Célio Amorim |

## Premiação
| Campeonato Catarinense de 2010 |
| ------------------------------ |
|                                |
| Avaí Campeão (15º título)      |

## Classificação geral
| 1 | Avaí                | 37 | 18 | 11 | 4 | 3  | 39 | 19 | +20 | 68,5 |
| 2 | Joinville           | 34 | 18 | 10 | 4 | 4  | 34 | 28 | +6  | 63   |
| 3 | Figueirense         | 32 | 18 | 9  | 5 | 4  | 42 | 22 | +20 | 59,2 |
| 4 | Imbituba            | 27 | 18 | 8  | 3 | 7  | 29 | 30 | -1  | 50   |
| 5 | Atlético de Ibirama | 27 | 18 | 7  | 6 | 5  | 24 | 23 | +1  | 50   |
| 6 | Metropolitano       | 25 | 18 | 8  | 1 | 9  | 24 | 26 | -2  | 46,3 |
| 7 | Brusque             | 23 | 18 | 7  | 2 | 9  | 29 | 30 | -1  | 42,6 |
| 8 | Criciúma            | 23 | 18 | 6  | 5 | 7  | 22 | 30 | -8  | 42,6 |
| 9 | Chapecoense         | 15 | 18 | 3  | 6 | 9  | 23 | 31 | -8  | 27,7 |
| 10 | Juventus            | 8  | 18 | 2  | 2 | 14 | 20 | 47 | -27 | 14,8 |
| PG - pontos ganhos; J - jogos; V - vitórias; E - empates; D - derrotas; GP - gols pró; GC - gols contra; SG - saldo de gols; AP - aproveitamento em porcentagem |                     |    |    |    |   |    |    |    |     |      |

|  |                                                           |
|  | Melhor campanha no geral do Campeonato.                   |
|  | Classificação a Série D do Campeonato Brasileiro de 2010. |
|  | Rebaixamento à Divisão Especial de 2011.                  |

## Artilharia
| Gols | Jogador         | Clube         |
| ---- | --------------- | ------------- |
| 13   | Willian         | Figueirense   |
| 12   | Felipe Oliveira | CFZ Imbituba  |
| 11   | Cris            | Joinville     |
| 10   | Lima            | Joinville     |
| 8    | Leonardo        | Avaí          |
| 8    | Mariano Trípodi | Metropolitano |
| 7    | Vandinho        | Avaí          |
| 7    | Júnior Negão    | Figueirense   |

## Transmissão
A RBS TV (afiliada da Rede Globo) deteve todos os direitos de transmissão para a temporada de 2010 pela TV aberta e em pay-per-view, através do canal Premiere FC. O canal aberto recuperou a transmissão da RIC Record, o qual havia perdido nos anos de 2007, 2008 e 2009.
Na TV aberta, houve a cobertura de praticamente todas as rodadas, com exceção da oitava do turno, a qual a tabela ocupou uma data que já era preenchida pela grade da TV Globo para a transmissão da Libertadores. Os jogos foram transmitidos para todo o estado, menos para a região onde foram realizadas as partidas. As duas exceções se deram com Metropolitano x Chapecoense, devido aos grandes temporais na semana, obtendo autorização da FCF para liberarem a partida para a região de Blumenau e com Avaí x Joinville, pela final, pois era o último jogo do campeonato.
Após a retomada, a RBS TV seguiu o mesmo padrão adotado pela empresa no Rio Grande do Sul, transmitindo praticamente sempre os jogos fora de casa dos dois times da capital, fato que gerou polêmica por parte das torcidas do Joinville e Criciúma, os outros dois grandes do estado, que só tiveram um jogo fora de casa transmitido cada, contra 7 do Avaí e 5 do Figueirense.
No pay per view, a princípio, ficou garantida a transmissão de todos os jogos de Avaí, Figueirense, Criciúma e Joinville, inclusive para as próprias regiões.

### Jogos transmitidos pela RBS TV

#### 1º Turno
- 1ª rodada - Joinville 3–0 Criciúma - 17 de janeiro (Dom) - 17:00 (Todo o estado, menos região de Joinville)
- 2ª rodada - Juventus 1–1 Avaí - 20 de janeiro (Qua) - 22:00 (Todo o estado, menos região de Joinville)
- 3ª rodada - Joinville 2–1 Figueirense - 24 de janeiro (Dom) - 17:00 (Todo o estado, menos região de Joinville)
- 4ª rodada - Criciúma 2–2 Avaí - 27 de janeiro (Qua) - 22:00 (Todo o estado, menos região de Criciúma)
- 5ª rodada - Metropolitano 1–0 Figueirense - 31 de janeiro (Dom) - 17:00 (Todo o estado, menos região de Blumenau)
- 6ª rodada - Criciúma 2–2 Chapecoense - 3 de fevereiro (Qua) - 22:00 (Todo o estado, menos região de Criciúma)
- 7ª rodada - Juventus 1–4 Figueirense - 7 de fevereiro (Dom) - 17:00 (Todo o estado, menos região de Joinville)
- 9ª rodada - Avaí 1–0 Metropolitano - 13 de fevereiro (Sáb) - 16:00 (Todo o estado, menos região de Florianópolis)
- Semifinal - Joinville 2–2 Metropolitano - 17 de fevereiro (Qua) - 22:00 (Todo o estado, menos região de Joinville)
- Final - Joinville 1–1 Avaí - 21 de fevereiro (Dom) - 17:00 (Todo o estado, menos região de Joinville)

*O Jogo Atlético de Ibirama 3–1 Avaí, válido pela 8ª rodada, teve sua transmissão cancelada pois a data estava reservada para a transmissão da Libertadores pela TV Globo

#### 2º Turno
- 1ª rodada - Brusque 0–2 Avaí - 28 de fevereiro (Dom) - 17:00 (Todo o estado, menos região de Blumenau)
- 2ª rodada - Metropolitano 3–2 Chapecoense - 3 de março (Qua) - 22:00 (Todo o estado)
- 3ª rodada - Chapecoense 1–3 Avaí - 7 de março (Dom) - 17:00 (Todo o estado, menos região de Chapecó)
- 4ª rodada - Atlético de Ibirama 2–0 Figueirense - 14 de março (Dom) - 17:00 (Todo o estado, menos região de Blumenau)
- 5ª rodada - CFZ Imbituba 1–0 Avaí - 21 de março (Dom) - 17:00 (Todo o estado, menos região de Criciúma)
- 6ª rodada - Metropolitano 2–1 Joinville - 24 de março(Qua) - 22:00 (Todo o estado, menos região de Blumenau)
- 7ª rodada - Joinville 3–2 Avaí - 28 de março (Dom) - 16:00 (Todo o estado, menos região de Joinville)
- 8ª rodada - Chapecoense 0–0 Figueirense - 4 de abril (Dom) - 16:00 (Todo o estado, menos região de Chapecó)
- 9ª rodada - Metropolitano 1–2 Avaí - 7 de abril (Qua) - 22:00 (Todo o estado, menos região de Blumenau)
- Semifinal - Figueirense 0–0 Joinville - 11 de abril (Dom) - 16:00 (Todo o estado, menos região de Florianópolis)
- Final - Avaí 1–1 Figueirense  - 18 de abril (Dom) - 16:00 (Todo o estado, menos região de Florianópolis)

#### Final
- Ida - Joinville 1–3 Avaí - 25 de abril (Dom) - 16:00 (Todo o estado, menos região de Joinville)
- Volta - Avaí 2–0 Joinville - 02 de maio (Dom) - 16:00 (Todo o estado)

#### Transmissões fora de casa por time
| Clube         | Turno (fase inicial) | Returno (fase inicial) | Total (fases iniciais) | Total (incluindo mata-mata) |
| ------------- | -------------------- | ---------------------- | ---------------------- | --------------------------- |
| Avaí          | 2                    | 5                      | 7                      | 9                           |
| Figueirense   | 3                    | 2                      | 5                      | 6                           |
| Chapecoense   | 1                    | 1                      | 2                      | 2                           |
| Joinville     | 0                    | 1                      | 1                      | 3                           |
| Criciúma      | 1                    | 0                      | 1                      | 1                           |
| Metropolitano | 1                    | 0                      | 1                      | 2                           |

### Jogos transmitidos pelo Premiere FC
O Premiere FC transmitiu praticamente todas as partidas de Avaí, Criciúma, Figueirense e Joinville.